# Иконен, Ирье
Ирье (Юрьё) Иконен (фин. Yrjö Ikonen; 18 мая 1902, Або, Великое княжество Финляндское, Российская империя — 24 ноября 1981, Хельсинки, Финляндия) — финский оперный певец, (бас), актёр.

## Биография
Сперва учился в педагогическом колледже. В 1928—1943 годах учительствовал в разных школах Хельсинки. В 1928—1932 годах обучался вокалу в Хельсинки, затем в Центральной Европе и Италии. Дал свой первый концерт в 1930 году, в 1934 году был приглашён на работу в Финскую национальную оперу.
До 1961 года был солистом Национальной оперы Финляндии. Гастролировал в театрах Германии, Италии, Англии, Польши, СССР. Выступал также как концертный певец. Исполнил более 100 партий басового репертуара (в операх В. А. Моцарта, Дж. Россини и Р. Вагнера и др.).
Снимался и пел в кино.

## Награды
- Pro Finlandia (1952)